# بدبهون
بدبهون هي قرية لبنانية من قرى قضاء الكورة في محافظة الشمال.